# Amerikai csigaforgató
Az amerikai csigaforgató (Haematopus palliatus) a madarak osztályának lilealakúak (Charadriiformes) rendjébe, ezen belül a csigaforgatófélék (Haematopodidae) családjába tartozó faj.

## Rendszerezése
A fajt Coenraad Jacob Temminck holland arisztokrata és zoológus írta le 1820-ban.

## Alfajai
- Haematopus palliatus galapagensis Ridgway, 1886
- Haematopus palliatus palliatus Temminck, 1820[2]

## Előfordulása
Észak-Amerika keleti részén, az Atlanti-óceán partjainál költ. Telelni a Karib-térségen és Közép-Amerikán keresztül, Dél-Amerika óceáni partvidékeire vonul. A természetes élőhelye sziklás, homokos és kavicsos tengerpartok, valamint sós mocsarak.

## Megjelenése
Átlagos testhossza 44 centiméter, testtömege 400-700 gramm.
|  |  |

## Életmódja
Főleg csigákkal, rákokkal, osztrigákkal és kagylókkal táplálkozik.

## Szaporodása
|  |  |

## Természetvédelmi helyzete
Az elterjedési területe rendkívül nagy, egyedszáma pedig stabil. A Természetvédelmi Világszövetség Vörös listáján nem fenyegetett fajként szerepel.